# Corynoptera christinae
Corynoptera christinae är en tvåvingeart som beskrevs av Werner Mohrig och Nina Krivosheina 1982. Corynoptera christinae ingår i släktet Corynoptera och familjen sorgmyggor. Inga underarter finns listade i Catalogue of Life.